# Csakri-dinasztia
A Csakri-dinasztia Thaiföld 1782 óta uralkodó családja. A Csakri (จักรี) név a Phja Csakri címből ered, melyet Buddha Jodfa Csulalok (I. Ráma) király még hadvezérként kapott Takszin hadseregében. Habár az x-edik Ráma elnevezés Thaiföldön is használatos, valójában csak Vadzsiravut (VI. Ráma) nevezte magát hivatalosan Rámának.

## A Csakri-dinasztia királyai
- Buddha Jodfa Csulalok (I. Ráma) พระบาทสมเด็จพระพุทธยอดฟ้าจุฬาโลกมหาราช, 1782–1809
- Buddha Lötla Nabhalai (II. Ráma) พระบาทสมเด็จพระพุทธเลิศหล้านภาลัย, 1809–1824
- Nangklao (III. Ráma) พระบาทสมเด็จพระนั่งเกล้าเจ้าอยู่หัว, 1824–1851
- Mongkut (IV. Ráma) พระบาทสมเด็จพระจอมเกล้าเจ้าอยู่หัว, 1851–1868
- Csulalongkorn (V. Ráma) พระบาทสมเด็จพระจุลจอมเกล้าเจ้าอยู่หัว "พระปิยมหาราช" 1868–1910
- Vadzsiravut (VI. Ráma) พระบาทสมเด็จพระมงกุฎเกล้าเจ้าอยู่หัว, 1910–1925
- Pracsadhipok (VII. Ráma) พระบาทสมเด็จพระปกเกล้าเจ้าอยู่หัว, 1925–1935
- Ananda Mahidol (VIII. Ráma) พระบาทสมเด็จพระเจ้าอยู่หัวอานันทมหิดล, 1935–1946
- Bhumibol Aduljadezs (IX. Ráma) พระบาทสมเด็จพระเจ้าอยู่หัวภูมิพลอดุลยเดชมหาราช, 1946–2016
- Maha Vajiralongkorn (X. Ráma) มหาวชิราลงกรณ, 2016-napjainkig